# Catumbela (flod)
Catumbela är ett vattendrag i Angola.   Det ligger i provinsen Benguela, i den västra delen av landet, 400 kilometer söder om huvudstaden Luanda.
Omgivningarna runt Catumbela är i huvudsak ett öppet busklandskap. Runt Catumbela är det ganska glesbefolkat, med 24 invånare per kvadratkilometer. Savannklimat råder i trakten. 